# Nadine Lustre
Nadine Lustre, née le 31 octobre 1993, est une actrice et chanteuse philippine.